# Olympische Sommerspiele 1996/Teilnehmer (Jordanien)
| Gelbes Symbol für Goldmedaillen mit stilisierten Olympischen Ringen | Graues Symbol für Silbermedaillen mit stilisierten Olympischen Ringen | Braundes Symbol für Bronzemedaillen mit stilisierten Olympischen Ringen |
| ------------------------------------------------------------------- | --------------------------------------------------------------------- | ----------------------------------------------------------------------- |
| —                                                                   | —                                                                     | —                                                                       |

Jordanien nahm bei den Olympischen Sommerspielen 1996 in Atlanta zum fünften Mal an Olympischen Sommerspielen teil. Die Mannschaft bestand aus fünf Sportlern, von denen drei männlich und zwei weiblich waren. Sie traten in fünf Wettbewerben in drei Sportarten. Die jüngste Teilnehmerin war die Schwimmerin Mira Ghniem mit 13 Jahren und 68 Tagen, der älteste war der Leichtathlet Fakhredin Fouad mit 28 Jahren und 293 Tagen. Während der Eröffnungsfeier am 19. Juli 1996 trug Walid al-Awazem die Flagge Jordaniens in das Olympiastadion.

## Teilnehmer
| Name             | Alter | Geschlecht | Sportart       | Resultat(e)                              |
| ---------------- | ----- | ---------- | -------------- | ---------------------------------------- |
| Mohamed al-Qasem | 26    | männlich   | Schießsport    | Platz 49 im Skeet                        |
| Omar Dallal      | 15    | männlich   | Schwimmen      | Platz 34 über 400 Meter Freistil         |
| Fakhredin Fouad  | 28    | männlich   | Leichtathletik | Platz 34 in der Hochsprung-Qualifikation |
| Mira Ghniem      | 13    | weiblich   | Schwimmen      | Platz 43 über 200 Meter Lagen            |
| Nada Kawar       | 20    | weiblich   | Leichtathletik | Platz 24 in der Kugelstoß-Qualifikation  |